# El Raval
El Raval es un barrio de Barcelona, ubicado en el distrito de Ciudad Vieja, nacido de la ampliación de las murallas medievales de la ciudad, aunque es probable que existieran asentamientos anteriores. 
Se encuentra delimitado por la avenida del Paralelo con el barrio del Pueblo Seco, por las rondas de San Pablo y San Antonio con el barrio de San Antonio, y por la calle de Pelayo y La Rambla con el barrio Gótico. Entre sus principales arterias destacan la calle del Carmen, la calle Nueva de la Rambla y la rambla del Raval.
Es también popularmente conocido como el barrio chino de Barcelona, denominación acuñada por el periodista Paco Madrid, en un artículo publicado en el semanario El Escándalo. Los habitantes del barrio de esta época inspiraron a artistas como Pablo Picasso, durante el período de su obra denominado período azul.
En El Raval conviven hoy en día lugareños y gente venida de múltiples países y culturas. En sus calles pueden verse comercios de todas las nacionalidades e incluso tiendas de moda y nuevas tendencias, sobre todo en la parte alta del barrio. Asimismo es conocida la calle de la Cera, con una gran e histórica comunidad de etnia gitana. El nombre proviene de los ríos de cera formados por las numerosas velas colocadas ante la virgen de esa calle, para protegerse de la peste. De esta comunidad surgió la rumba catalana.

## Demografía
El Raval es un barrio multicultural donde el 60,94 % de la población ha nacido en el extranjero.  [cita requerida]
Unas 29 441 de las 48 263 personas que viven en El Raval no son oriundas de España.[cita requerida] De ellas, alrededor de 5375 (11,13 %) son filipinos; 4569 (9,46 %) son pakistaníes; 2741 (5,68 %) son bangladesíes; 1780 (3,69 %) son marroquíes; 1367 (2,83 %) son italianos; 1270 (2,63 %) son argentinos; 1114 (2,31 %) son indios; 884 (1,83 %) son franceses; 692 (1,43 %) son colombianos; 631 (1,3 %) son ecuatorianos; 551 (1,14 %) son venezolanos. En 2021 tenía 47.228 habitantes.

## Lugares de interés
En El Raval se pueden encontrar edificaciones históricas tales como la iglesia románica de San Pablo del Campo, la iglesia de Sant Agustí o el mercado de La Boquería, junto con edificaciones modernas, destinadas a la cultura y el esparcimiento, como por ejemplo el Museo de Arte Contemporáneo de Barcelona (MACBA) o el Centro de Cultura Contemporánea de Barcelona.
En los límites también se encuentra el Palacio Güell, encargado por el industrial y político Eusebi Güell al arquitecto Antoni Gaudí; y en la rambla de El Raval, Gato, escultura de un gran gato, obra del artista Fernando Botero.
En varias de sus calles se han colocado placas a los escritores que nacieron o escribieron en el Raval, como es el caso de Terenci Moix, en la plaza que lleva su nombre, Manuel Vázquez Montalbán, en la calle d'en Botella, José María Asencio, en la calle Sant Vicenç o Roberto Bolaño en el número 45 de la calle Tallers.

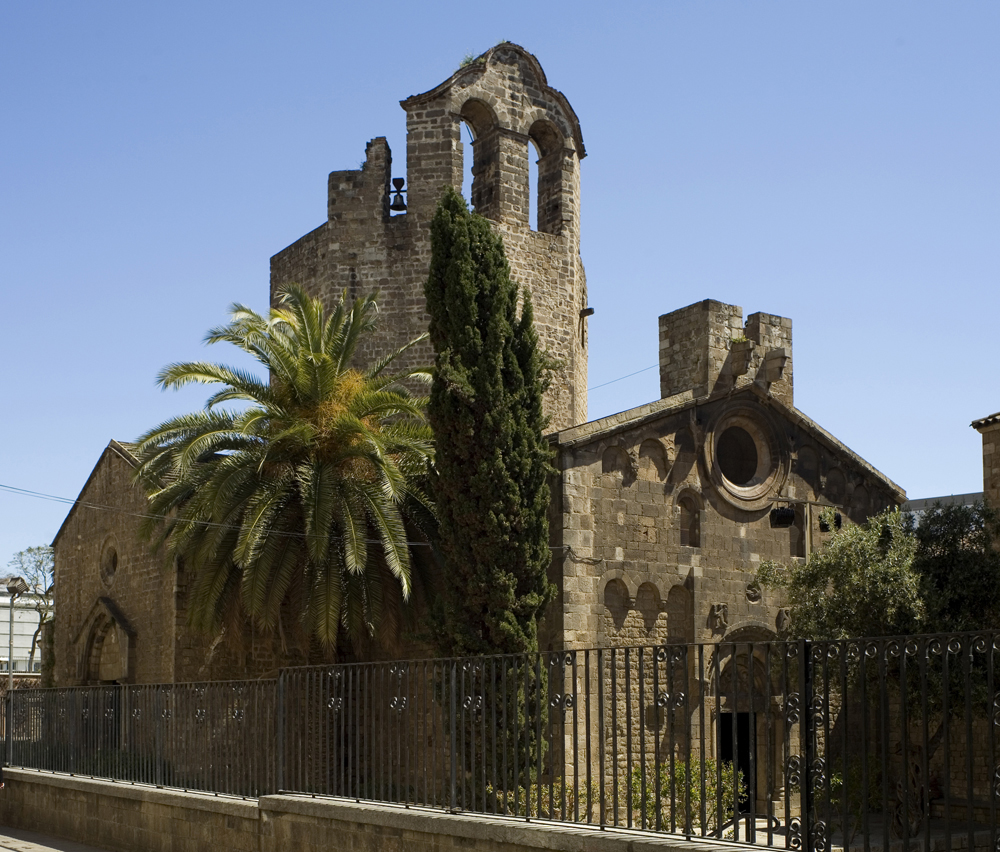
Monasterio de San Pablo del Campo.
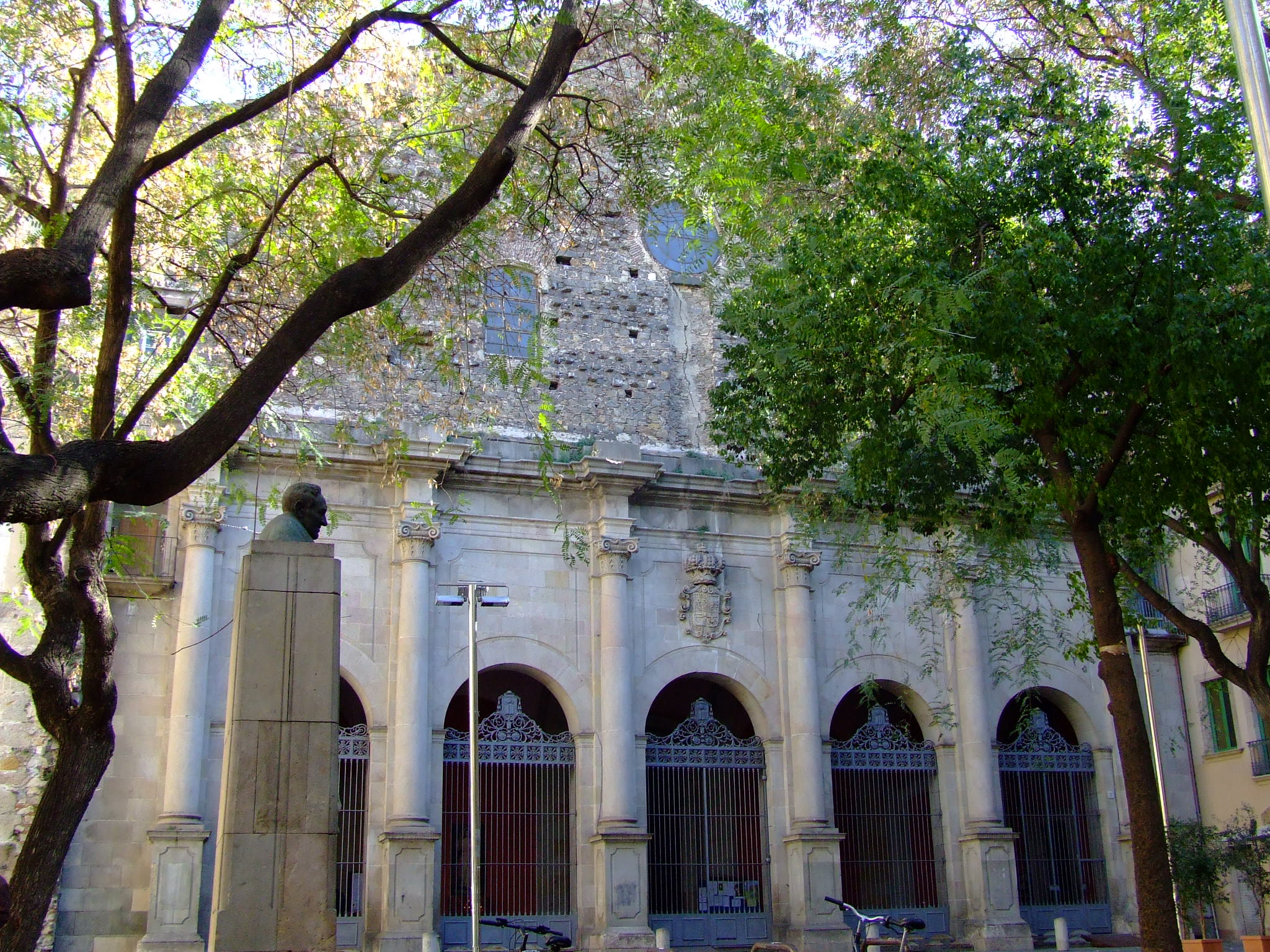
Iglesia de San Agustín.
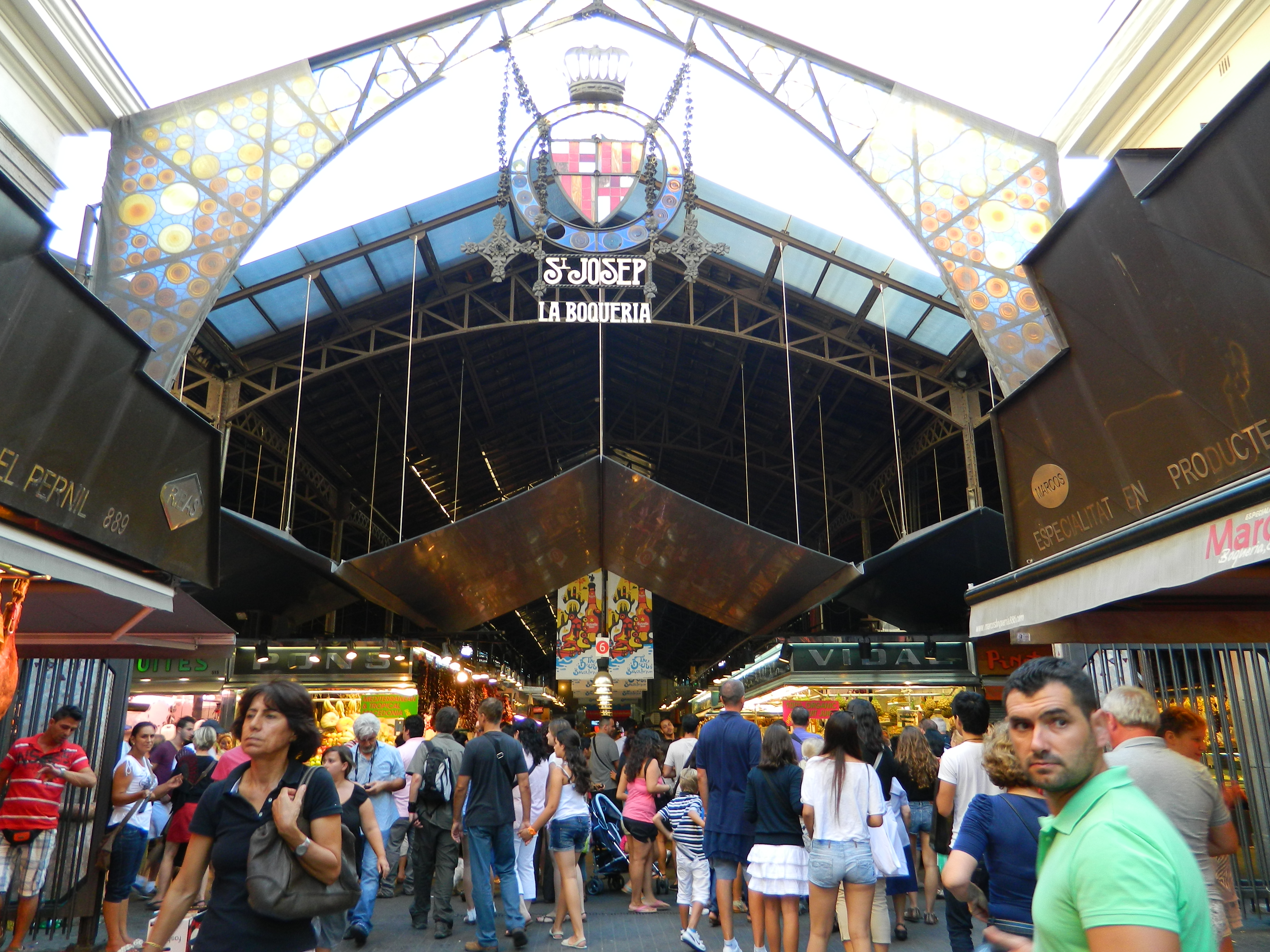
El Mercado de San José, conocido popularmente como La Boquería.
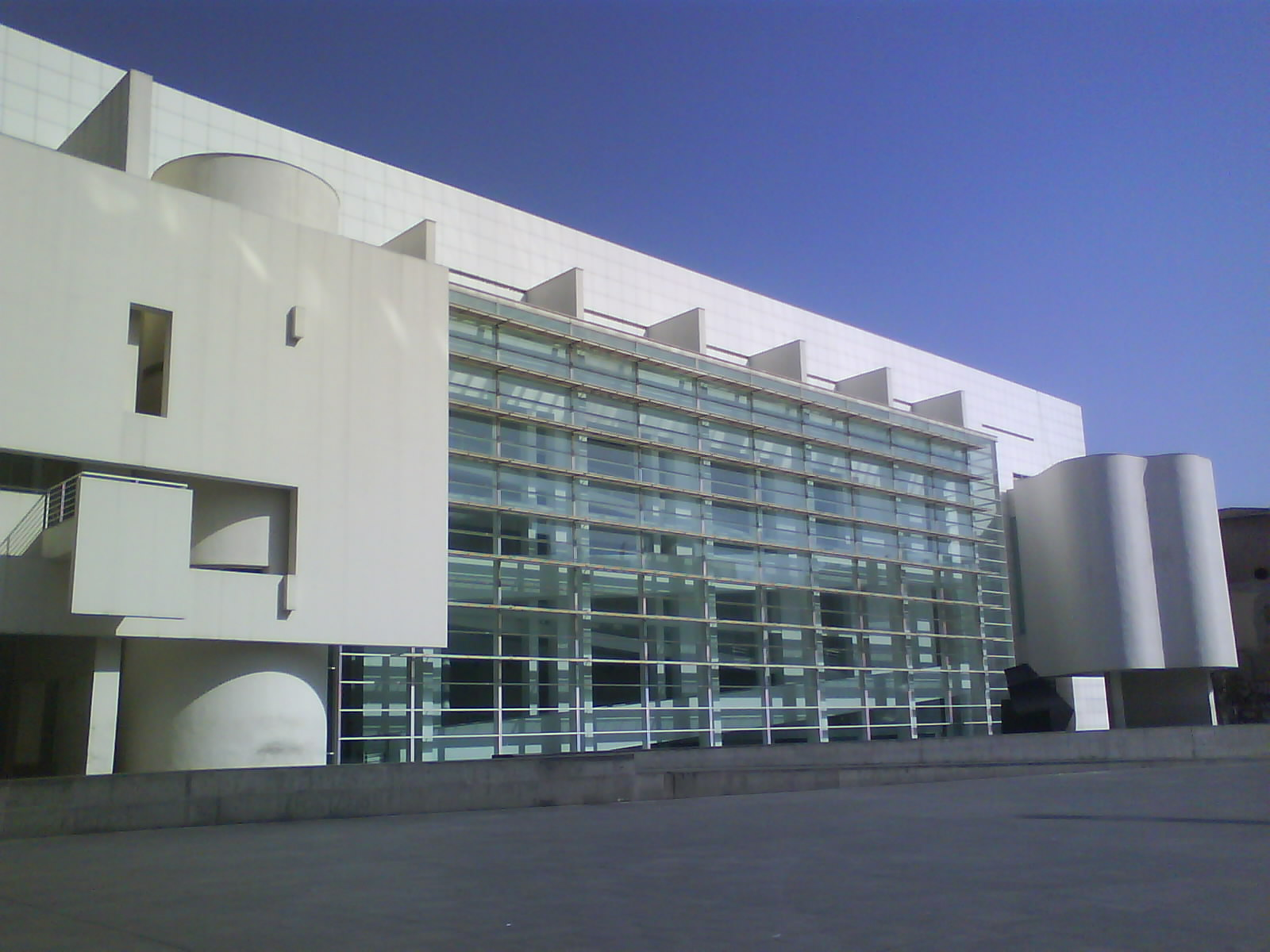
Museo de Arte Contemporáneo de Barcelona (MACBA).
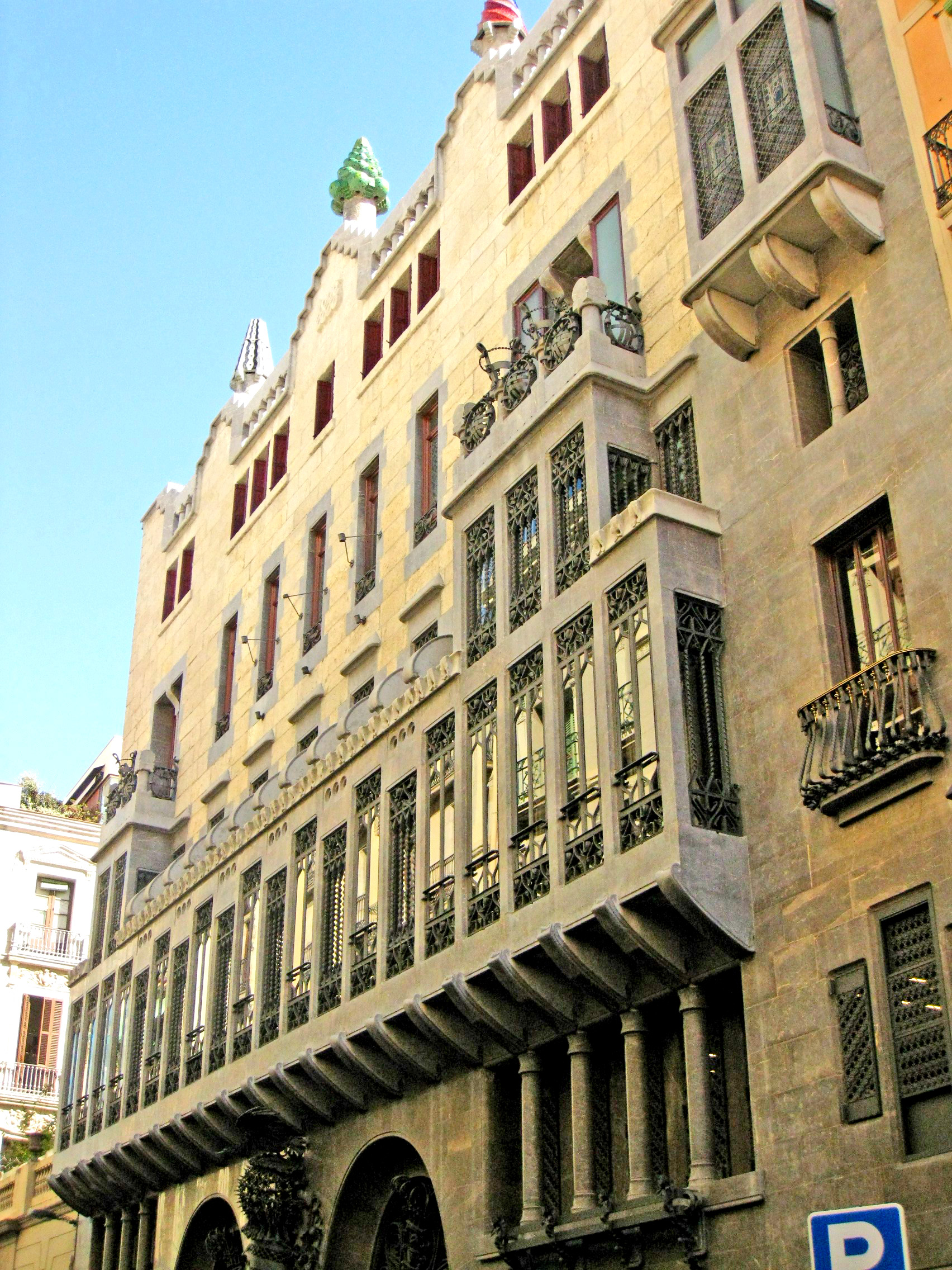
El Palacio Güell.
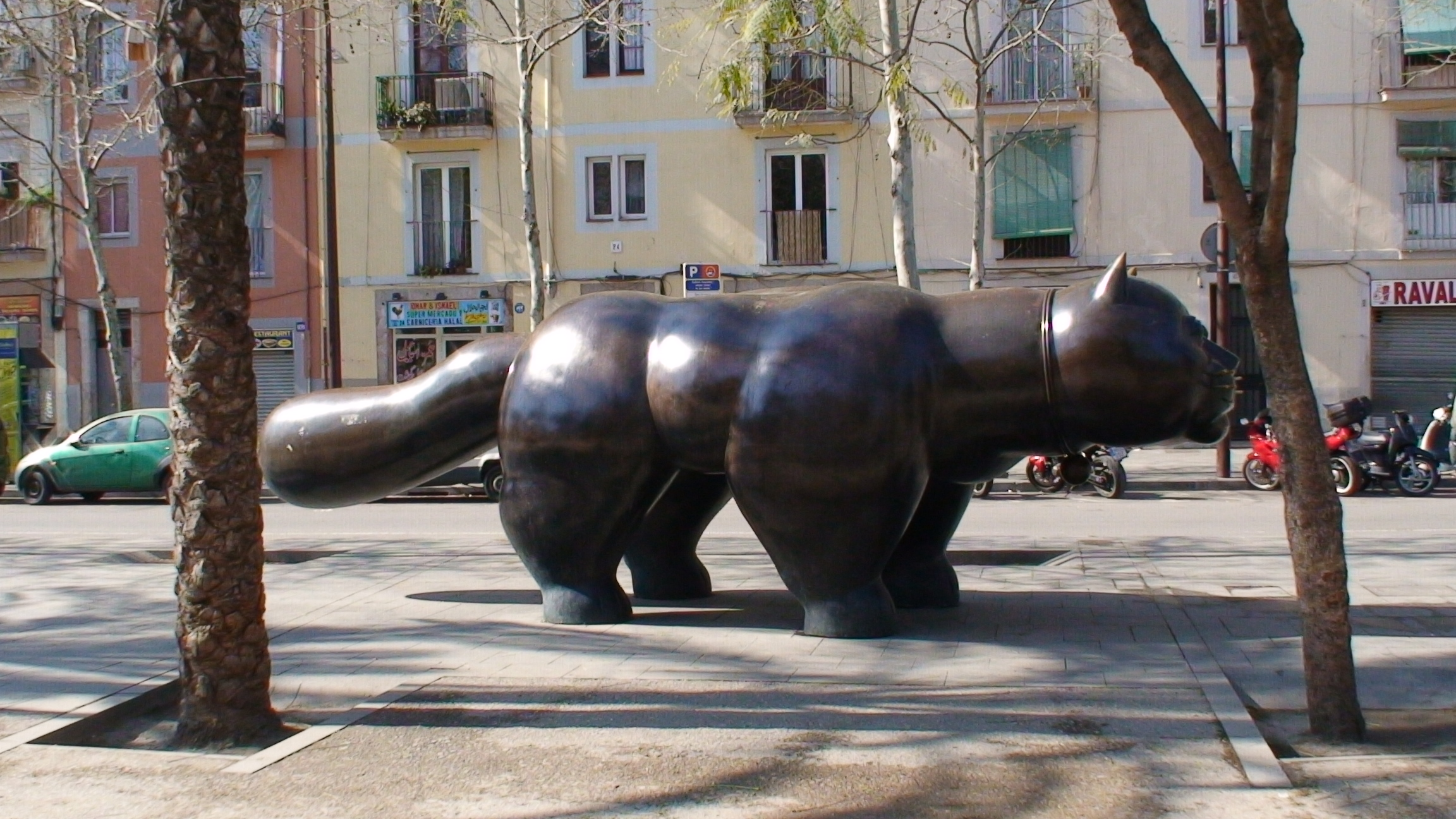
El gato del Raval en la rambla del Raval, del artista Fernando Botero.
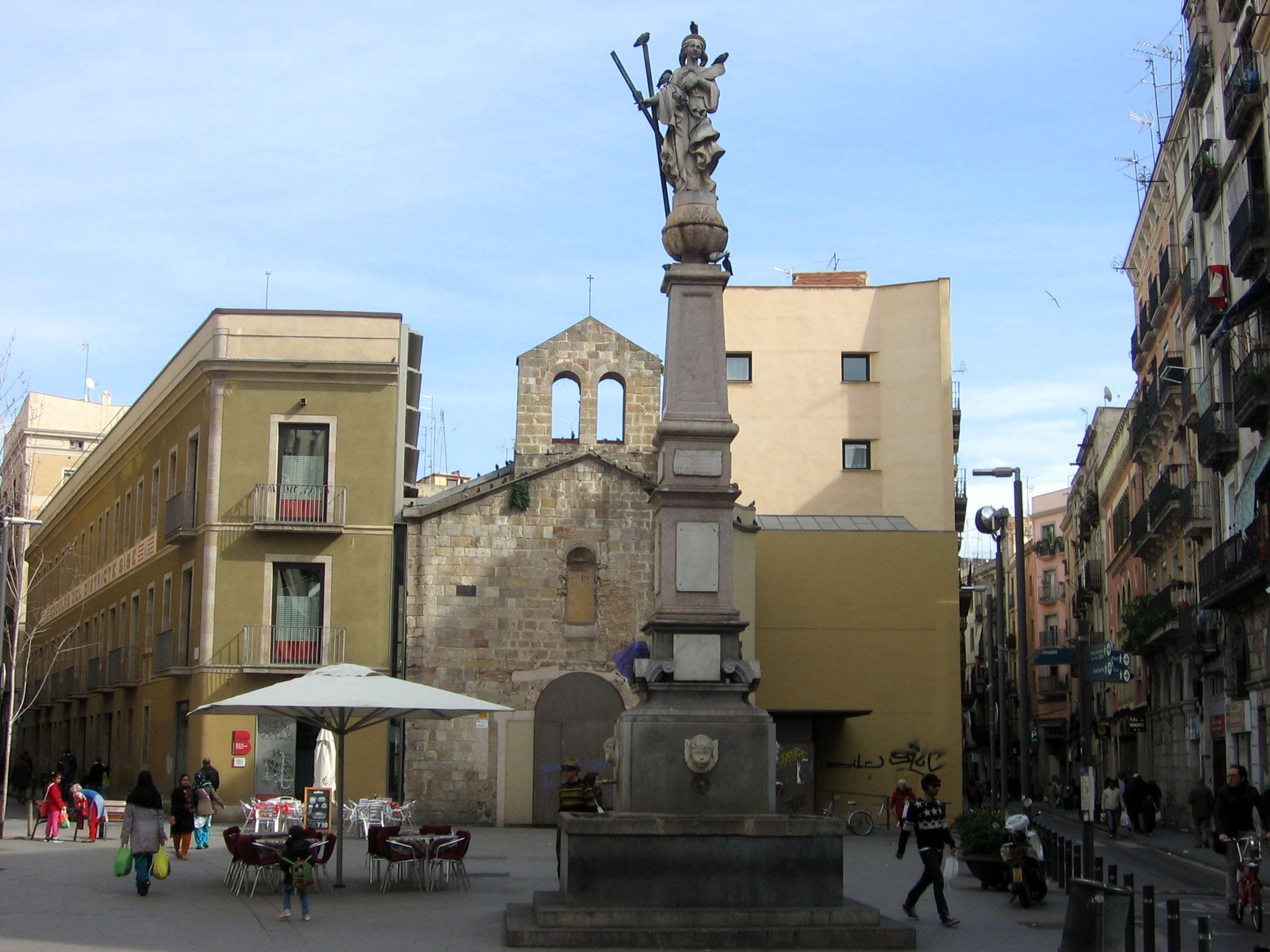
Fuente de Santa Eulalia (1673), plaza del Pedró, el monumento más antiguo de Barcelona.